# Nová Ves (powiat Pilzno Południe)
Nová Ves – gmina w Czechach, w powiecie Pilzno Południe, w kraju pilzneńskim. Według danych z dnia 1 stycznia 2013 liczyła 267 mieszkańców.